# کشک‌آباد (خدابنده)
کشک‌آباد (خدابنده)، روستایی از توابع بخش سجاس‌رود شهرستان خدابنده در استان زنجان ایران است.

## جمعیت
این روستا در دهستان سجاس‌رود قرار دارد و براساس سرشماری مرکز آمار ایران در سال ۱۳۸۵، جمعیت آن ٣٢۰ نفر (۱۲۱خانوار) بوده‌است.